# Hans Gildemeister
Hans Gildemeister, né le 9 février 1956 à Lima, est un ancien joueur de tennis professionnel chilien.
Il a été capitaine de l'équipe chilienne de Coupe Davis entre 2005 et 2011, remplacé par Belus Prajoux.
Gildemeister a atteint trois fois de suite les quarts de finale du tournoi de Roland-Garros : en 1978, 1979 et 1980.

## Parcours dans les tournois duGrand Chelem

### En simple
| Année | Open d'Australie | Open d'Australie | Internationaux de France | Internationaux de France | Wimbledon       | Wimbledon     | US Open         | US Open        | Open d'Australie | Open d'Australie |
| ----- | ---------------- | ---------------- | ------------------------ | ------------------------ | --------------- | ------------- | --------------- | -------------- | ---------------- | ---------------- |
| 1975  | —                | —                | —                        | —                        | —               | —             | 1er tour (1/64) | G. Vilas       | n.o.             | n.o.             |
| 1976  | —                | —                | —                        | —                        | —               | —             | —               | —              | n.o.             | n.o.             |
| 1977  | —                | —                | 3e tour (1/16)           | J. Higueras              | 2e tour (1/32)  | F. McNair     | 2e tour (1/32)  | J. McEnroe     | —                | —                |
| 1978  | n.o.             | n.o.             | 1/4 de finale            | G. Vilas                 | —               | —             | —               | —              | —                | —                |
| 1979  | n.o.             | n.o.             | 1/4 de finale            | B. Borg                  | —               | —             | —               | —              | —                | —                |
| 1980  | n.o.             | n.o.             | 1/4 de finale            | J. Connors               | —               | —             | —               | —              | —                | —                |
| 1981  | n.o.             | n.o.             | 2e tour (1/32)           | Y. Noah                  | —               | —             | —               | —              | —                | —                |
| 1982  | n.o.             | n.o.             | 1er tour (1/64)          | D. Keretić               | —               | —             | —               | —              | —                | —                |
| 1983  | n.o.             | n.o.             | 3e tour (1/16)           | J. Connors               | —               | —             | —               | —              | —                | —                |
| 1984  | n.o.             | n.o.             | 3e tour (1/16)           | H. Sundström             | —               | —             | —               | —              | —                | —                |
| 1985  | n.o.             | n.o.             | 1/8 de finale            | J. Nyström               | —               | —             | 1er tour (1/64) | M. Wostenholme | —                | —                |
| 1986  | n.o.             | n.o.             | 2e tour (1/32)           | H. de la Peña            | 1er tour (1/64) | J. Gunnarsson | —               | —              | n.o.             | n.o.             |

N.B. : à droite du résultat se trouve le nom de l'ultime adversaire.

### En double
| Année | Open d'Australie | Open d'Australie | Internationaux de France     | Internationaux de France    | Wimbledon                 | Wimbledon             | US Open                     | US Open                   | Open d'Australie | Open d'Australie |
| ----- | ---------------- | ---------------- | ---------------------------- | --------------------------- | ------------------------- | --------------------- | --------------------------- | ------------------------- | ---------------- | ---------------- |
| 1975  | —                | —                | —                            | —                           | —                         | —                     | 1er tour (1/32) Á. Betancur | D. Stockton E. van Dillen | n.o.             | n.o.             |
| 1976  | —                | —                | —                            | —                           | —                         | —                     | —                           | —                         | n.o.             | n.o.             |
| 1977  | —                | —                | 1/8 de finale F. González    | A. Panatta P. Bertolucci    | 2e tour (1/16) B. Prajoux | C. Dibley M. Estep    | 1/8 de finale B. Prajoux    | M. Riessen T. Okker       | —                | —                |
| 1978  | n.o.             | n.o.             | 1/8 de finale P. Cornejo     | G. Mayer H. Pfister         | —                         | —                     | —                           | —                         | —                | —                |
| 1979  | n.o.             | n.o.             | 2e tour (1/16) Ž. Franulović | P. Dominguez G. Moretton    | —                         | —                     | —                           | —                         | —                | —                |
| 1980  | n.o.             | n.o.             | 1er tour (1/32) A. Pierola   | A. Kohlberg R. Ycaza        | —                         | —                     | —                           | —                         | —                | —                |
| 1981  | n.o.             | n.o.             | 2e tour (1/16) A. Gómez      | J. L. Clerc I. Năstase      | —                         | —                     | —                           | —                         | —                | —                |
| 1982  | n.o.             | n.o.             | Finale B. Prajoux            | S. Stewart F. Taygan        | —                         | —                     | —                           | —                         | —                | —                |
| 1983  | n.o.             | n.o.             | 1er tour (1/32) A. Gómez     | M. Leach F. Segarceanu      | —                         | —                     | —                           | —                         | —                | —                |
| 1984  | n.o.             | n.o.             | 1er tour (1/32) A. Gómez     | B. Gottfried S. Edberg      | —                         | —                     | —                           | —                         | —                | —                |
| 1985  | n.o.             | n.o.             | 1er tour (1/32) B. Prajoux   | P. Annacone C. van Rensburg | —                         | —                     | 2e tour (1/16) V. Pecci     | R. Acuña E. Fernandez     | —                | —                |
| 1986  | n.o.             | n.o.             | 2e tour (1/16) A. Gómez      | B. Dyke W. Masur            | 1er tour (1/32) A. Gómez  | B. Gilbert B. Teacher | —                           | —                         | n.o.             | n.o.             |
| 1987  | —                | —                | 1/8 de finale A. Gómez       | L. Warder B. Willenborg     | —                         | —                     | —                           | —                         | n.o.             | n.o.             |

N.B. : le nom du ou de la partenaire se trouve sous le résultat ; le nom des ultimes adversaires se trouve à droite.